# Medalha Beno Gutenberg
A Medalha Beno Gutenberg (em inglês:  Beno Gutenberg Medal) é um prêmio geofísico concedido pela European Geosciences Union (EGU).
O prêmio foi apresentado em 1996 pela European Geophysical Society (EGS) na seção “Solid Earth Geophysics”. Após sua fusão com a European Union of Geosciences (EUG) em 2003, o prêmio passou a ser concedido pela EGU resultante.
O prêmio destina-se a homenagear indivíduos por suas excelentes contribuições e trabalho no campo da sismologia. A medalha leva o nome de Beno Gutenberg (1889-1960), cujo trabalho de pesquisa contribuiu decisivamente para a compreensão dos terremotos e da estrutura da Terra, bem como para o desenvolvimento da sismologia como método geofísico. Gutenberg é considerado um dos sismólogos mais importantes da história.

## Recipientes
- 1996 – Frank Press
- 1997 – Vastislav Cervený
- 1998 – Markus Båth
- 2000 – Giuliano F. Panza
- 2002 – Tatiana B. Yanovskaya
- 2003 – Barbara Romanowicz
- 2004 – Lev Vinnik
- 2005 – Keiiti Aki
- 2006 – Guust Nolet
- 2007 – Brian Kennett
- 2008 – John Woodhouse
- 2010 – Jean Paul Montagner
- 2011 – Thomas Guy Masters
- 2012 – Michel Campillo
- 2013 – Jeroen Tromp
- 2014 – Gregory Beroza
- 2015 – Göran Ekström
- 2016 – Roel Snieder
- 2017 – Hitoshi Kawakatsu
- 2018 – Haruo Sato
- 2019 – Annie Souriau
- 2021 – Malcolm Sambridge
- 2022 – Yehuda Ben-Zion[1]